# Pseudancistrus brevispinis
Pseudancistrus brevispinis és una espècie de peix de la família dels loricàrids i de l'ordre dels siluriformes.

## Morfologia
Els mascles poden assolir els 14,2 cm de longitud total.

## Distribució geogràfica
Es troba a Sud-amèrica: des de la conca del riu Nickerie fins a la del riu Oyapock.